# Bocianie łapy
Bocianie łapy – specjalne bułeczki, które niegdyś wypiekano na powitanie ptaków powracających wiosną z ciepłych krajów. 
Zwyczaj ten był szczególnie popularny w Polsce południowo-wschodniej oraz na Kurpiach. Pieczywo miało kształt bocianich łap. Wkładane do gniazd, według tradycji ludowej, zapewnić miało urodzaj. Podobnie magiczną moc przypisywano lepionym z ciasta miniaturkom narzędzi rolniczych: pługom, bronom, kosom.